# Campeonato da Europa de Atletismo de 2016 - Arremesso de peso feminino
A prova do arremesso de peso feminino do Campeonato da Europa de Atletismo de 2016 foi disputada entre os dias 6 e 7 de julho de 2016 no Estádio Olímpico de Amsterdã em Amesterdão,  nos Países Baixos. 

## Recordes
Antes desta competição, os recordes mundiais e do campeonato nesta prova eram os seguintes:
|                       | Nome               | Nacionalidade   | Distância | Local     | Data                 |
| --------------------- | ------------------ | --------------- | --------- | --------- | -------------------- |
| Recorde mundial       | Natalya Lisovskaya | União Soviética | 22m 63cm  | Moscou    | 7 de junho de 1987   |
| Recorde do campeonato | Vita Pavlysh       | Ucrânia         | 21m 69cm  | Budapeste | 20 de agosto de 1998 |
| Recorde europeu       | Natalya Lisovskaya | União Soviética | 22m 63cm  | Moscou    | 7 de junho de 1987   |

## Medalhistas
| Ouro                      | Prata              | Bronze            |
| Christina Schwanitz (GER) | Anita Márton (HUN) | Emel Dereli (TUR) |

## Cronograma
Todos os horários são locais (UTC+2).
| Data       | Hora  | Evento       |
| ---------- | ----- | ------------ |
| 6 de julho | 19:10 | Qualificação |
| 7 de julho | 17:05 | Final        |

## Resultados

### Qualificação
Qualificação: Desempenho de 17.30 m (Q) ou os 12 melhores qualificados (q).
| Posição | Grupo | Atleta               | Nacionalidade | #1    | #2    | #3    | Resultados | Notas |
| ------- | ----- | -------------------- | ------------- | ----- | ----- | ----- | ---------- | ----- |
| 1       | B     | Christina Schwanitz  | Alemanha      | 19.02 |       |       | 19.02      | Q     |
| 2       | B     | Emel Dereli          | Turquia       | x     | 17.15 | 17.88 | 17.88      | Q     |
| 3       | B     | Sara Gambetta        | Alemanha      | 17.22 | 17.77 |       | 17.77      | Q     |
| 4       | A     | Anita Márton         | Hungria       | 17.54 |       |       | 17.54      | Q     |
| 5       | B     | Melissa Boekelman    | Países Baixos | 16.62 | 17.50 |       | 17.50      | Q     |
| 6       | A     | Aliona Dubitskaya    | Bielorrússia  | 17.45 |       |       | 17.45      | Q     |
| 7       | B     | Paulina Guba         | Polónia       | 17.44 |       |       | 17.44      | Q     |
| 8       | B     | Yulia Leantsiuk      | Bielorrússia  | 16.18 | 17.35 |       | 17.35      | Q     |
| 9       | A     | Olha Holodnaya       | Ucrânia       | x     | 16.19 | 17.29 | 17.29      | q     |
| 10      | A     | Radoslava Mavrodieva | Bulgária      | 17.01 | 17.16 | x     | 17.16      | q     |
| 11      | A     | Úrsula Ruiz          | Espanha       | 16.74 | 16.03 | 16.86 | 16.86      | q     |
| 12      | A     | Rachel Wallader      | Grã-Bretanha  | 16.86 | x     | 16.48 | 16.86      | q     |
| 13      | A     | Lena Urbaniak        | Alemanha      | 16.77 | 16.83 | 16.64 | 16.83      |       |
| 14      | A     | Jolien Boumkwo       | Bélgica       | 16.66 | x     | 16.10 | 16.66      |       |
| 15      | B     | Markéta Cervenková   | Chéquia       | 16.56 | x     | 15.51 | 16.56      |       |
| 16      | B     | Halyna Obleshchuk    | Ucrânia       | 16.30 | 16.22 | 15.95 | 16.30      |       |
| 17      | B     | Viktoryia Kolb       | Bielorrússia  | 16.27 | 16.09 | 16.17 | 16.27      |       |
| 18      | A     | Chiara Rosa          | Itália        | 15.86 | x     | 16.26 | 16.26      |       |
| 19      | B     | Valentina Mužarić    | Croácia       | 16.02 | x     | 16.17 | 16.17      |       |
| 20      | B     | Fanny Roos           | Suécia        | 16.07 | x     | 16.11 | 16.11      |       |
| 21      | B     | María Belén Toimil   | Espanha       | 15.62 | 15.89 | 16.00 | 16.00      |       |
| 22      | A     | Kätlin Piirimäe      | Estónia       | 14.31 | 14.91 | 15.85 | 15.85      |       |
| 23      | B     | Julaika Nicoletti    | Itália        | 15.37 | x     | 15.81 | 15.81      |       |
| 24      | A     | Giedre Kupstyte      | Lituânia      | 15.63 | 15.03 | 15.06 | 15.63      |       |
| 25      | A     | Dimitriana Surdu     | Moldávia      | 15.50 | 14.91 | 15.27 | 15.50      |       |
| 26      | A     | Stamatia Skarvelis   | Grécia        | 14.49 | x     | 15.50 | 15.50      |       |
| 27      | A     | Svitlana Marusenko   | Ucrânia       | 14.84 | 14.78 | 14.92 | 14.92      |       |

### Final
| Posição           | Atleta               | Nacionalidade | #1    | #2    | #3    | #4    | #5    | #6    | Resultados | Notas                |
| ----------------- | -------------------- | ------------- | ----- | ----- | ----- | ----- | ----- | ----- | ---------- | -------------------- |
| Medalha de ouro   | Christina Schwanitz  | Alemanha      | 20.17 | 19.28 | 19.55 | x     | x     | 19.46 | 20.17      | EL                   |
| Medalha de prata  | Anita Márton         | Hungria       | 17.79 | 18.52 | 18.72 | 18.05 | 18.31 | 18.63 | 18.72      |                      |
| Medalha de bronze | Emel Dereli          | Turquia       | 17.73 | 17.90 | 18.22 | x     | x     | x     | 18.22      |                      |
| 4                 | Yulia Leantsiuk      | Bielorrússia  | x     | x     | 17.80 | 17.53 | x     | 18.20 | 18.20      |                      |
| 5                 | Radoslava Mavrodieva | Bulgária      | 17.34 | x     | 18.10 | x     | x     | 17.54 | 18.10      |                      |
| 6                 | Aliona Dubitskaya    | Bielorrússia  | 17.65 | 17.87 | x     | 18.03 | 17.78 | x     | 18.03      |                      |
| 7                 | Sara Gambetta        | Alemanha      | 17.35 | 17.95 | 17.60 | x     | 17.55 | x     | 17.95      | Recorde pessoal      |
| 8                 | Melissa Boekelman    | Países Baixos | 17.76 | 17.62 | x     | 17.45 | 17.92 | 17.29 | 17.92      |                      |
| 9                 | Olha Holodnaya       | Ucrânia       | 17.65 | x     | x     |       |       |       | 17.65      |                      |
| 10                | Úrsula Ruiz          | Espanha       | 17.14 | 16.86 | x     |       |       |       | 17.14      | Recorde da temporada |
| 11                | Paulina Guba         | Polónia       | 16.95 | x     | x     |       |       |       | 16.95      |                      |
| 12                | Rachel Wallader      | Grã-Bretanha  | x     | 15.77 | 16.06 |       |       |       | 16.06      |                      |

Legenda
| Recorde mundial       | Recorde mundial (World record)               |                       | Recorde africano                      | Recorde africano (African) |                                           | Q | Classificado por posição (Qualified) |
| Recorde do campeonato | Recorde do campeonato (Championship record)  | Recorde da América    | Recorde da América (Americas)         | q                          | Classificado por melhor tempo (Qualified) |   |                                      |
| Melhor marca do ano   | Melhor marca do ano (World leading)          | Recorde asiático      | Recorde asiático (Asian)              | DNS                        | Não largou (Did not start)                |   |                                      |
| Recorde nacional      | Recorde nacional (National record)           | Recorde europeu       | Recorde europeu (European)            | DNF                        | Não terminou (Did not finish)             |   |                                      |
| Recorde pessoal       | Recorde pessoal do atleta (Personal best)    | Recorde da Oceania    | Recorde da Oceania (Oceania)          | DSQ / DQ                   | Desclassificado (Disqualified)            |   |                                      |
| Recorde da temporada  | Recorde da temporada do atleta (Season best) | Recorde sul-americano | Recorde sul-americano (South America) | NM                         | Sem marca (No mark)                       |   |                                      |